# Franz Kemser
Franz Kemser (10 de noviembre de 1910-20 de enero de 1986) fue un deportista alemán que compitió para la RFA en bobsleigh en las modalidades doble y cuádruple.
Participó en los Juegos Olímpicos de Oslo 1952, obteniendo una medalla de oro en la prueba cuádruple. Ganó tres medallas en el Campeonato Mundial de Bobsleigh entre los años 1938 y 1953.

## Palmarés internacional
| Representando a Alemania |                              |                   |           |
| Juegos Olímpicos         |                              |                   |           |
| Año                      | Lugar                        | Medalla           | Prueba    |
| 1952                     | Oslo (Noruega)               | Medalla de oro    | Cuádruple |
| Representando a la RFA   |                              |                   |           |
| Campeonato Mundial       |                              |                   |           |
| Año                      | Lugar                        | Medalla           | Prueba    |
| 1938                     | Garmisch-Partenkirchen (RFA) | Medalla de plata  | Cuádruple |
| 1939                     | Cortina d'Ampezzo (Italia)   | Medalla de bronce | Cuádruple |
| 1953                     | Garmisch-Partenkirchen (RFA) | Medalla de plata  | Doble     |